# 章玉钧
章玉钧（1936年4月—），男，四川乐山人，中华人民共和国学者、政治人物，曾任中共四川省委秘书长，四川省政协副主席。